# Hidesaburō Ueno

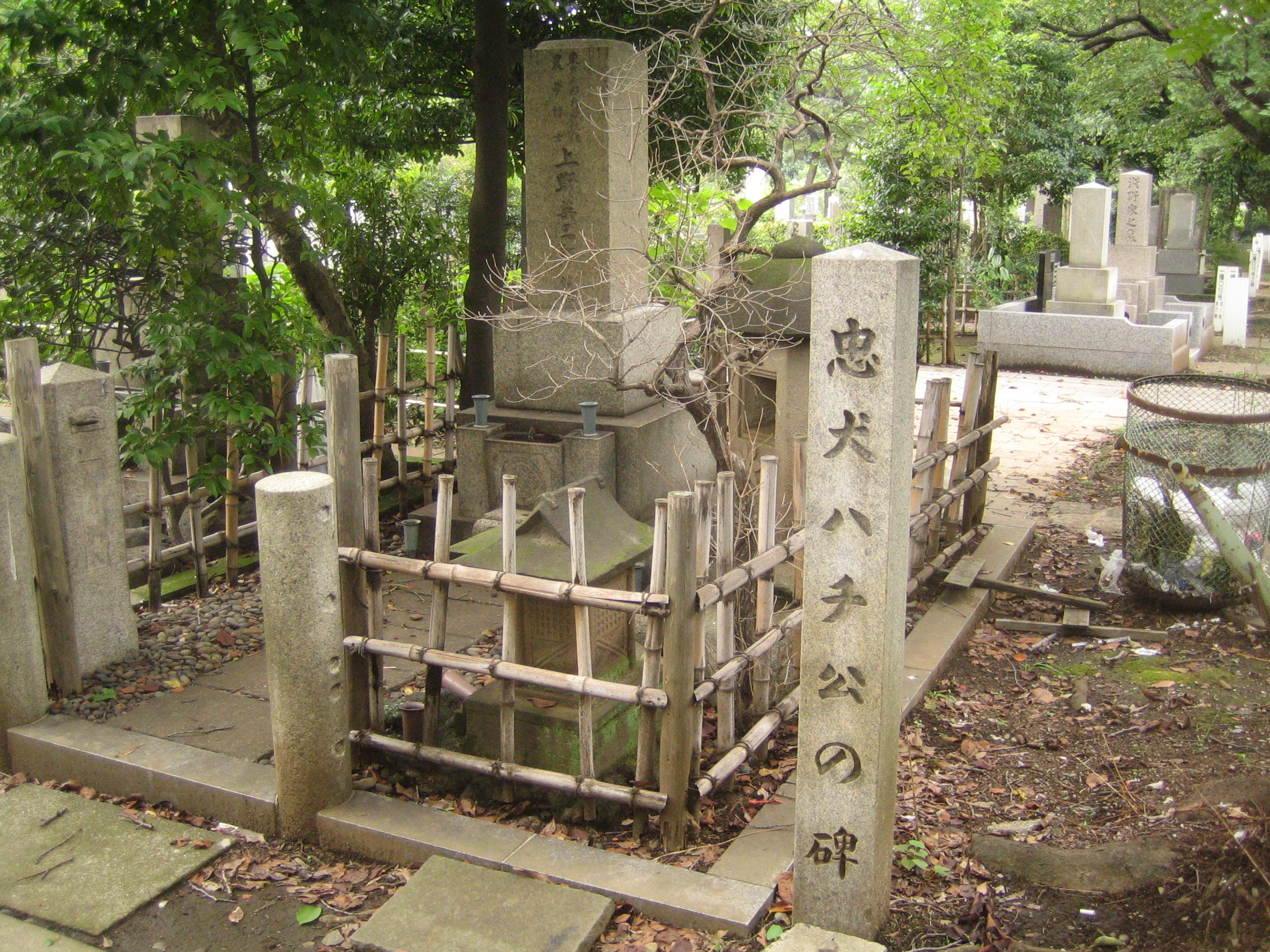
Grób Hidesaburō Ueno i Hachikō (prawa stela) na cmentarzu Aoyama w Tokio.

Hidesaburō Ueno (jap. 上野 英三郎 Ueno Hidesaburō; ur. 19 stycznia 1872 w Hisai, zm. 21 maja 1925 w Tokio) – japoński mnich buddyjski, agrotechnik, nauczyciel akademicki, właściciel słynnego psa Hachikō.

## Życiorys
Hidesaburō Ueno urodził się Hisai (obecnie Tsu) w prefekturze Mie, jako syn Rokubei i Take (ur. 1849). W 1895 roku ukończył studia na Wydziale Rolnictwa na Uniwersytecie Cesarskim w Tokio oraz rozpoczął studia podyplomowe na kierunku agrotechniki i badań narzędzi rolniczych. 10 lipca 1900 roku obronił pracę magisterską i rozpoczął pracę adiunkta na Uniwersytecie Cesarskim w Tokio, a w 1902 roku został profesorem nadzwyczajnym na uniwersytecie rolniczym.
Starał się o kształcenie ekspertów technicznych w zakresie rekultywacji gruntów ornych: studia melioracyjne i renaturyzację. Technologia rekultywacji gruntów ornych została wykorzystana do odrodzenia Tokio, po trzęsieniu ziemi w Kantō w 1923 roku.
W 1916 roku został profesorem Uniwersytetu Cesarskiego w Tokio na Wydziale Rolnictwa i objął wykład o inżynierii rolniczej. Ueno zmarł na krwotok mózgowy 21 maja 1925 roku, podczas wykładu na Uniwersytecie Cesarskim w Tokio. Został pochowany na cmentarzu Aoyama w Tokio.
W 1924 roku Hidesaburō Ueno przygarnął psa rasy akita o imieniu Hachikō, który codziennie odprowadzał swojego pana, gdy ten wychodził do pracy i czekał na niego wieczorami na pobliskiej stacji Shibuya. 21 maja 1925 roku Ueno zmarł nagle w trakcie pracy, mimo tego Hachikō dalej czekał na niego na stacji, pojawiając się tam przed przyjazdem wieczornego pociągu przez następne 10 lat, aż do swojej śmierci 8 marca 1935 roku w Tokio. Dzięki oddaniu, jakie Hachikō okazywał swojemu zmarłemu panu, nadano mu przydomek „wiernego psa”. W 1934 roku mieszkańcy Tokio wybudowali dla niego wykonany z brązu pomnik obok stacji Shibuya, w której się znajdował. Jego historia była tematem wielu opracowań literackich oraz filmów.
9 marca 2015 roku, Wydział Rolnictwa Uniwersytetu Tokijskiego, na swoim terenie odsłonił wykonany z brązu pomnik Ueno wracającego na spotkanie Hachikō. Pomnik został wyrzeźbiony przez Tsutomo Uedę z Nagoji i przedstawia bardzo podekscytowanego Hachikō podskakującego, by powitać swojego pana wracającego z pracy. Ueno ubrany jest w kapelusz, garnitur i trencz, z teczką położoną na ziemi. Hachikō nosi uprząż z ćwiekami, jak widać na jego ostatnich zdjęciach.

## Odznaczenia
- 10.06.1902 – Meiji 35: 7. Ranga Juniora[6]
- 10.01.1917 – Taisho 6: 5. Ranga Seniora[7]
- 30.01.1922 – Taisho 11: 4. Ranga Seniora[8]

## Życie prywatne
Partnerką życiową Hidesaburō Ueno była Yaeko Sakano, z którą był przez około 10 lat, aż do śmierci w 1925 roku. Podobno Hachikō okazywał jej wielkie szczęście i czułość za każdym razem, gdy go odwiedzała. Yaeko Sakano zmarła 30 kwietnia 1961 roku w wieku 76 lat i pomimo jej prośby skierowanej do rodziny Ueno o pochowanie jej wraz z jej zmarłym partnerem, została pochowana w świątyni w Taitō, dalej od grobu Ueno.
Kuzynem Ueno był Shigebei Ota, kupiec, biznesmen.
Wnuk Ueno był przewodniczącym rady prefektury Mie.
W 2013 roku Sho Shiozawa, profesor Uniwersytetu Tokijskiego, który był również prezesem Japońskiego Towarzystwa Nawadniania, Odwadniania i Inżynierii Wiejskiej, które zarządza grobem Ueno na cmentarzu Aoyama w Tokio, znalazł jej zapis, w związku z czym 10 listopada 2013 roku, w 90. rocznicę urodzin Hachikō wraz z Keitą Matsui, kurator Shibuya Folk and Literary Shirane Memorial Museum, poczuł potrzebę pochowania jej wraz z Ueno i Hachikō. Sho Shiozawa był także jednym z organizatorów zaangażowanych w stworzenie brązowego pomnika Hachikō z Ueno, który został odsłonięty 9 marca 2015 roku na terenie Uniwersytetu Tokijskiego w Tokio, w 80. rocznicę śmierci psa. Rodzina Ueno i Sakano, przez dwa lata walczyły w sądzie z powodu przepisów i biurokracji.
19 maja 2016 roku podczas ceremonii na cmentarzu Aoyama w Tokio z udziałem członków rodzin Hidesaburō Ueno i Yaeko Sakano pochowano część prochów Yaeko Sakano wraz z Ueno i Hachikō. Jej imię oraz data śmierci zostały zapisane na boku nagrobka Ueno, tym samym ponownie łącząc rodzinę Hachikō.